# Bodil Boserup
Bodil Boserup (ur. 24 czerwca 1921 w Thisted, zm. 1995) – duńska polityk. Posłanka do Parlamentu Europejskiego.
Zasiadając w Parlamencie Europejskim była:
- Członkiem Grupy Sojuszu Komunistycznego (1979-89) – pełniła funkcję skarbnika w tejże frakcji politycznej.
- Członkiem oraz Wiceprzewodniczącą Komisji ds. Kontroli Budżetu (1979-89)[1].